# Премія Ніка Голоняка
Пре́мія Ні́ка Голоня́ка (англ. Nick Holonyak, Jr. Award) — наукова нагорода від Оптичного товариства (OSA). Вручається за видатні досягнення в галузі оптики з використанням напівпровідникових пристроїв і матеріалів. 

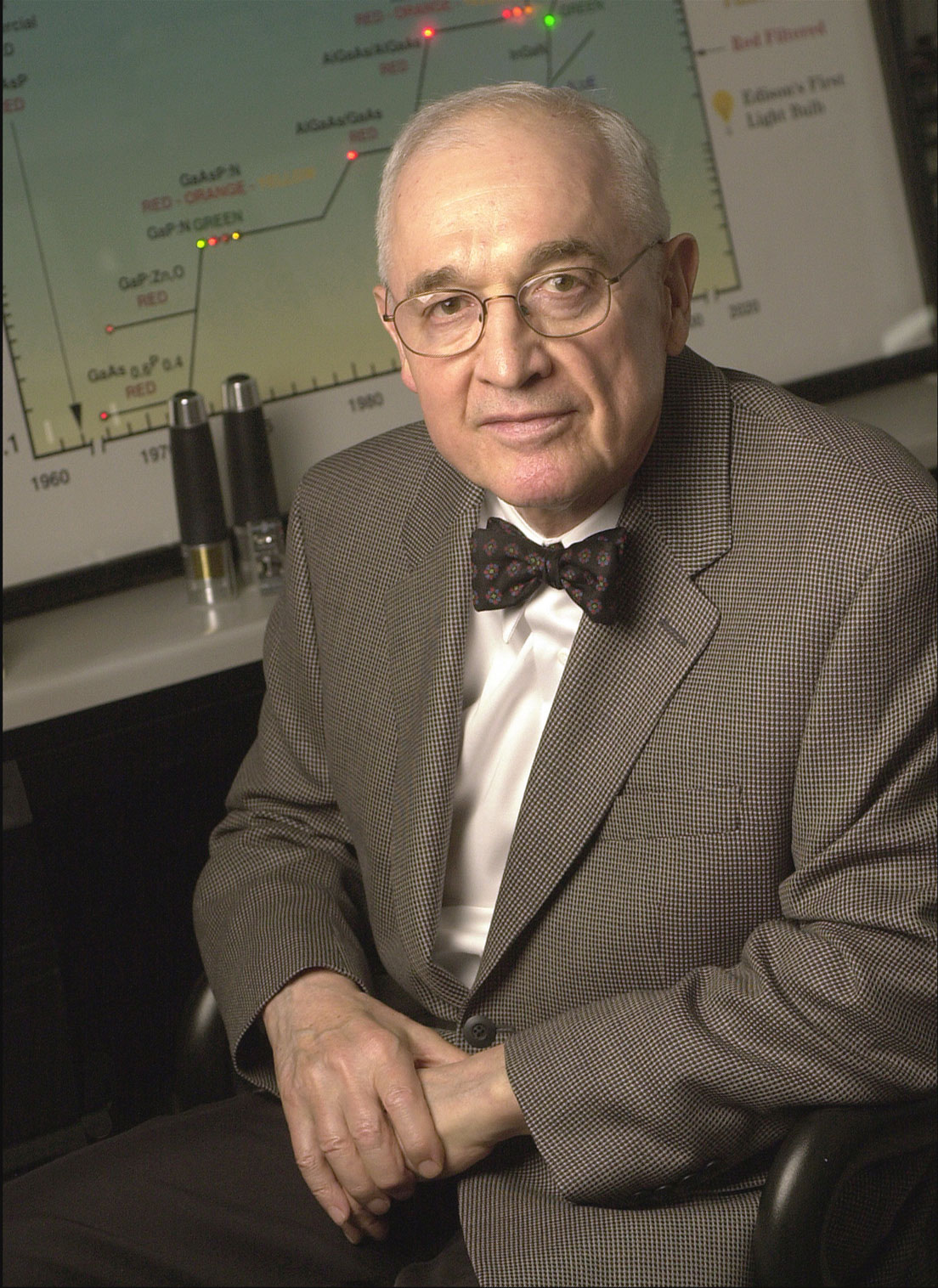
Нік Голоняк, «батько світлодіодів»

Названа на честь американського науковця-фізика і винахідника Ніка Голоняка, який зробив видатний внесок у галузь оптики завдяки розробці напівпровідникових світловипромінювальних діодів та напівпровідникових лазерів.
Премія заснована у 1997 році. Нагородження проводиться з 1998 року. Нагородою відзначені два лауреати Нобелівської премії.

## Лауреати
| Рік  | Лауреат                                             | Обґрунтування нагороди |
| ---- | --------------------------------------------------- | --- |
| 1998 | Магнус Джордж Крафорд                               | За його новаторський внесок і лідерство в дослідженнях та розробці світлодіодних (LED) матеріалів і пристроїв видимої довжини хвилі, включно з першим жовтим світлодіодом і високояскравими червоно-помаранчево-жовтими світлодіодами InAlGaP, котрі за продуктивністю перевершують лампи розжарювання Оригінальний текст (англ.) [«For his pioneering contributions and leadership in the research and development of visible-wavelength light-emitting-diode (LED) materials and devices, including the first yellow LED and high-brightness, red-orange-yellow InAlGaP LEDs that exceed in performance the incandescent lamp»] Помилка: {{Lang}}: не вказано код мови (допомога)     |
| 1999 | Денніс Деппе (англ. Dennis G. Deppe)                | За розробку лазера поверхневого випромінювання з вертикальним оксидо-обмеженим резонатором Оригінальний текст (англ.) [«For the development of the oxide-confined vertical cavity surface-emitting laser»] Помилка: {{Lang}}: не вказано код мови (допомога) |
| 2000 | Жорес Іванович Алфьоров                             | За оригінальні дослідження гетероструктурних інжекційних лазерів і безперервних напівпровідникових лазерів кімнатної температури Оригінальний текст (англ.) [«For his original investigations of heterostructure injection lasers and cw room temperature semiconductor lasers»] Помилка: {{Lang}}: не вказано код мови (допомога) |
| 2001 | Накамура Сюдзі                                      | За оригінальну демонстрацію та комерціалізацію напівпровідникових лазерів і світлодіодів на основі GaN Оригінальний текст (англ.) [«For original demonstration and commercialization of GaN-based semiconductor lasers and LEDs»] Помилка: {{Lang}}: не вказано код мови (допомога) |
| 2002 | Паллаб Бхаттачарія (англ. Pallab K. Bhattacharya)   | За фундаментальний внесок у розробку та розуміння квантово-точкових лазерів та інших фотонних пристроїв з квантовим обмеженнямОригінальний текст (англ.) [«For fundamental contributions to the development and understanding of quantum-dot lasers and other quantum-confined photonic devices»] Помилка: {{Lang}}: не вказано код мови (допомога) |
| 2003 | Джо Сарлз Кемпбелл (англ. Joe Charles Campbell)     | За внесок у розробку високошвидкісних лавинних фотодіодів з низьким рівнем шуму Оригінальний текст (англ.) [«For contributions to the development of high-speed, low-noise avalanche photodiodes»] Помилка: {{Lang}}: не вказано код мови (допомога) |
| 2004 | Петро Георгійович Єлісєєв                           | За оригінальний і новаторський внесок у фізику та технологію напівпровідникових лазерів, починаючи з гомопереходів, закінчуючи гетероструктурами InGaAsP/InP, InGaAsSb/GaSb і включно з квантово-точковими структурами з ультранизьким порогом Оригінальний текст (англ.) [«For original and pioneering contributions to the physics and technology of semiconductor lasers, beginning with homojunctions, progressing to heterostructures of InGaAsP/InP, InGaAsSb/GaSb and including ultra-low-threshold quantum-dot structures»] Помилка: {{Lang}}: не вказано код мови (допомога)                                                                                                   |
| 2005 | Пол Деніел Дапкус (англ. P. Daniel Dapkus)          | За основоположний внесок у розробку металоорганічного хімічного осадження з парової фази та його застосування в лазерних пристроях з квантовою ямою Оригінальний текст (англ.) [«For seminal contributions to the development of metalorganic chemical vapor deposition and its application to quantum well laser devices»] Помилка: {{Lang}}: не вказано код мови (допомога) |
| 2006 | Джеймс Коулмен                                      | За внесок у розробку напівпровідникових лазерів із квантовими ямами та напруженими шарами завдяки інноваційним методам епітаксійного зростання та новим конструкціям пристроїв Оригінальний текст (англ.) [«For a career of contributions to quantum well and strained-layer semiconductor lasers through innovative epitaxial growth methods and novel device designs»] Помилка: {{Lang}}: не вказано код мови (допомога) |
| 2007 | Констанс Дж. Чанг-Хаснайн                           | За внесок в розвиток керування діодними лазерами: масиви поверхнево випромінюючих лазерів з вертикальним резонатором, блокування інжекції та повільне світло Оригінальний текст (англ.) [«For contributions to the control of diode lasers: vertical cavity surface emitting laser arrays, injection locking and slow light»] Помилка: {{Lang}}: не вказано код мови (допомога) |
| 2008 | Kam Yin Lau                                         | За основоположний внесок у високошвидкісну пряму модуляцію напівпровідникових лазерів завдяки покращенню диференціального оптичного підсилення Оригінальний текст (англ.) [«For seminal contributions to high-speed direct modulation of semiconductor lasers through enhanced differential optical gain»] Помилка: {{Lang}}: не вказано код мови (допомога) |
| 2009 | Джон Боверс (англ. John E. Bowers)                  | Для фундаментальні і технологічні досягнення в активних гібридних кремнієвих фотонних пристроях, включаючи лазери, модулятори, підсилювачі та кремнієві активні фотонні інтегральні схеми Оригінальний текст (англ.) [«For fundamental and technological advances in active hybrid silicon photonic devices including lasers, modulators, amplifiers and silicon based active photonic integrated circuits»] Помилка: {{Lang}}: не вказано код мови (допомога) |
| 2010 | Двн Ботез (англ. Dan Botez)                         | За фундаментальний внесок у створення потужних напівпровідникових лазерів, включаючи активні фотонно-кристалічні структури для створення високої когерентної потужності; однопелюсткові лазери з розподіленим зворотним зв'язком; та потужні високоефективні джерела на основі безалюмінієвої технології Оригінальний текст (англ.) [«For fundamental contributions to high-power semiconductor lasers including active photonic-crystal structures for high coherent power generation; single-lobe grating-surface-emitting distributed-feedback lasers; and high-power, high-efficiency sources based on aluminum-free technology»] Помилка: {{Lang}}: не вказано код мови (допомога) |
| 2011 | Ясухіко Аракава                                     | За основоположний внесок у лазери на квантових точках і нанофотонні пристрої Оригінальний текст (англ.) [«For seminal contributions to quantum dot lasers and nanophotonic devices»] Помилка: {{Lang}}: не вказано код мови (допомога) |
| 2012 | Кент Чокетт (англ. Kent D. Choquette)               | За внесок у розробку поверхнево-випромінюючих лазерів з вертикальним резонатором Оригінальний текст (англ.) [«For contributions to the development of vertical cavity surface-emitting lasers»] Помилка: {{Lang}}: не вказано код мови (допомога) |
| 2013 | Алессандро Тредікуччі (італ. Alessandro Tredicucci) | За демонстрацію терагерцового квантово-каскадного пристрою, першого компактного інжекційного лазера в далекому інфрачервоному діапазоні Оригінальний текст (англ.) [«For demonstrating a terahertz quantum cascade device, the first compact injection laser in the far infrared»] Помилка: {{Lang}}: не вказано код мови (допомога) |
| 2014 | Чин Тан                                             | За відкриття ефективних тонкоплівкових органічних світловипромінюючих діодів (OLED), що призвело до створення нових дисплеїв і освітлювальних приладів Оригінальний текст (англ.) [«For the discovery of efficient thin-film organic light-emitting diodes (OLED), which has led to novel display and lighting products»] Помилка: {{Lang}}: не вказано код мови (допомога) |
| 2015 | Цін Ху (англ. Qing Hu)                              | За його піонерський внесок у високоефективні ТГц квантово-каскадні лазери та їх застосування у візуалізації та зондуванні Оригінальний текст (англ.) [«For his pioneering contribution to high-performance THz quantum-cascade lasers and their applications in imaging and sensing»] Помилка: {{Lang}}: не вказано код мови (допомога) |
| 2016 | Ченнупаті Джагадіш                                  | За новаторські та постійні внески в оптоелектронні пристрої з квантовими ямами, квантовими точками та нанодротами та їх інтеграцію Оригінальний текст (англ.) [«For pioneering and sustained contributions to quantum-well, quantum-dot and nanowire optoelectronic devices and their integration»] Помилка: {{Lang}}: не вказано код мови (допомога) |
| 2017 | Ларрі Колдрен (англ. Larry A. Coldren)              | За великий внесок у фотонні інтегральні схеми Оригінальний текст (англ.) [«For major contributions to photonic integrated circuits»] Помилка: {{Lang}}: не вказано код мови (допомога) |
| 2018 | Дітер Бімберг                                       | За фундаментальні відкриття щодо росту та фізики напівпровідникових наноструктур, які ведуть до нових нанофотонних пристроїв для інформатики та комунікацій Оригінальний текст (англ.) [«For fundamental discoveries on growth and physics of semiconductor nanostructures leading to novel nanophotonic devices for information science and communications»] Помилка: {{Lang}}: не вказано код мови (допомога) |
| 2019 | Фуміо Кояма (англ. Fumio Koyama)                    | За фундаментальний внесок у фотоніку та інтеграцію VCSEL (Vertical-cavity surface-emitting lasers — поверхнево випромінюючих лазерів з вертикальним резонатором) Оригінальний текст (англ.) [«For seminal contributions to VCSEL photonics and integration»] Помилка: {{Lang}}: не вказано код мови (допомога) |
| 2020 | Кей Май Лу                                          | За значний внесок у гетероепітаксію складних напівпровідників на кремнії для майбутніх інтегрованих лазерів і розвиток галузі світлодіодних мікродисплеїв Оригінальний текст (англ.) [«For significant contributions to hetero-epitaxy of compound semiconductors on silicon for future integrated lasers and advancing the field of light-emitting diode microdisplays»] Помилка: {{Lang}}: не вказано код мови (допомога) |
| 2021 | Мартін Доусон                                       | За широкий внесок у розробку та застосування III—V напівпровідникових пристроїв, особливо включаючи мікросвітлодіоди на нітриді галію та напівпровідникові лазери з оптичним накачуванням Оригінальний текст (англ.) [«For wide-ranging contributions to the development and application of III-V semiconductor devices especially including gallium nitride micro-LEDs and optically-pumped semiconductor lasers»] Помилка: {{Lang}}: не вказано код мови (допомога) |
| 2022 | Маршалл Натан (англ. Marshall I. Nathan)            | За новаторську роботу у створенні діодних лазерів на основі GaAs та винахідницький внесок у складні напівпровідники та лазерну фізику Оригінальний текст (англ.) [«For his pioneering work in creating GaAs diode lasers and inventive contributions to compound semiconductors and laser physics»] Помилка: {{Lang}}: не вказано код мови (допомога) |
| 2023 | Єшаяху Файнман (англ. Yeshaiahu Fainman)            | За новаторський внесок у нанорозмірну науку та техніку надмалих, субмікрометрових напівпровідникових випромінювачів світла та нанолазерів для систем обробки інформації Оригінальний текст (англ.) [«For pioneering contributions to nanoscale science and engineering of ultra-small, sub-micrometer semiconductor light emitters and nanolasers for information processing systems applications»] Помилка: {{Lang}}: не вказано код мови (допомога) |
| 2024 | Теодор Мустакас                                     | За новаторський внесок у створення нітридних напівпровідникових матеріалів і оптичних пристроїв, які допомогли створити основу для синіх і ультрафіолетових світлодіодів Оригінальний текст (англ.) [«For pioneering contributions to nitride semiconductor materials and optical devices that helped build the foundation for blue and UV LEDs»] Помилка: {{Lang}}: не вказано код мови (допомога) |
| 2025 | Зетянь Мі (англ. Zetian Mi)                         | За видатний внесок у розробку широкозонних наноструктур для випромінювання світла та генерування енергії Оригінальний текст (англ.) [«For outstanding contributions to the engineering of wide energy gap nanostructures for light emission and energy generation applications»] Помилка: {{Lang}}: не вказано код мови (допомога) |